# Templo funerario de Amenhotep III
El templo funerario de Amenhotep III (conocido en la época actual como Kom el-Hettan, en árabe: كم الحيطان) se encuentra en la histórica localidad de Tebas, en la orilla occidental del río Nilo, al oeste de la actual ciudad de Luxor. Fue construido como templo mortuorio por el faraón Amenhotep III (conocido por los griegos como Amenofis III) sobre los años 1490 a. C. a 1353 a. C. En su época, fue el más grande de los templos mortuorios del área tebana.

## Primer pilono
Estaba compuesto por un primer pilono, construido en adobe, al frente del cual hay dos estatuas colosales del Faraón, los famosos colosos de Memnón. Estas magníficas estatuas de arenisca tienen cerca de 18 metros del altura, cada una de ellas está flanqueada por dos imágenes de la madre y de la esposa del faraón. Tras un terremoto en el año 27 a. C., se deterioraron y deformaron en parte, agrietándose, de modo que se producía en la estatua del norte un sonido especial al amanecer, por causa de la dilatación de la piedra. Viajeros griegos lo interpretaron como un sonido provocado por Memnón, al que suponían que los colosos representaban, el hijo de la Aurora, la diosa del alba, saludando a su madre. Se restauraron las estatuas en tiempos del Emperador romano Septimio Severo y este curioso sonido cesó para siempre.

## Patios
Tras el primer pilono había un primer gran patio, y un segundo pilono que daba a un segundo patio. Se piensa que en estos patios había una multitud de estatuas del faraón, de las cuales sólo se han conservado determinados restos.

## Templo principal

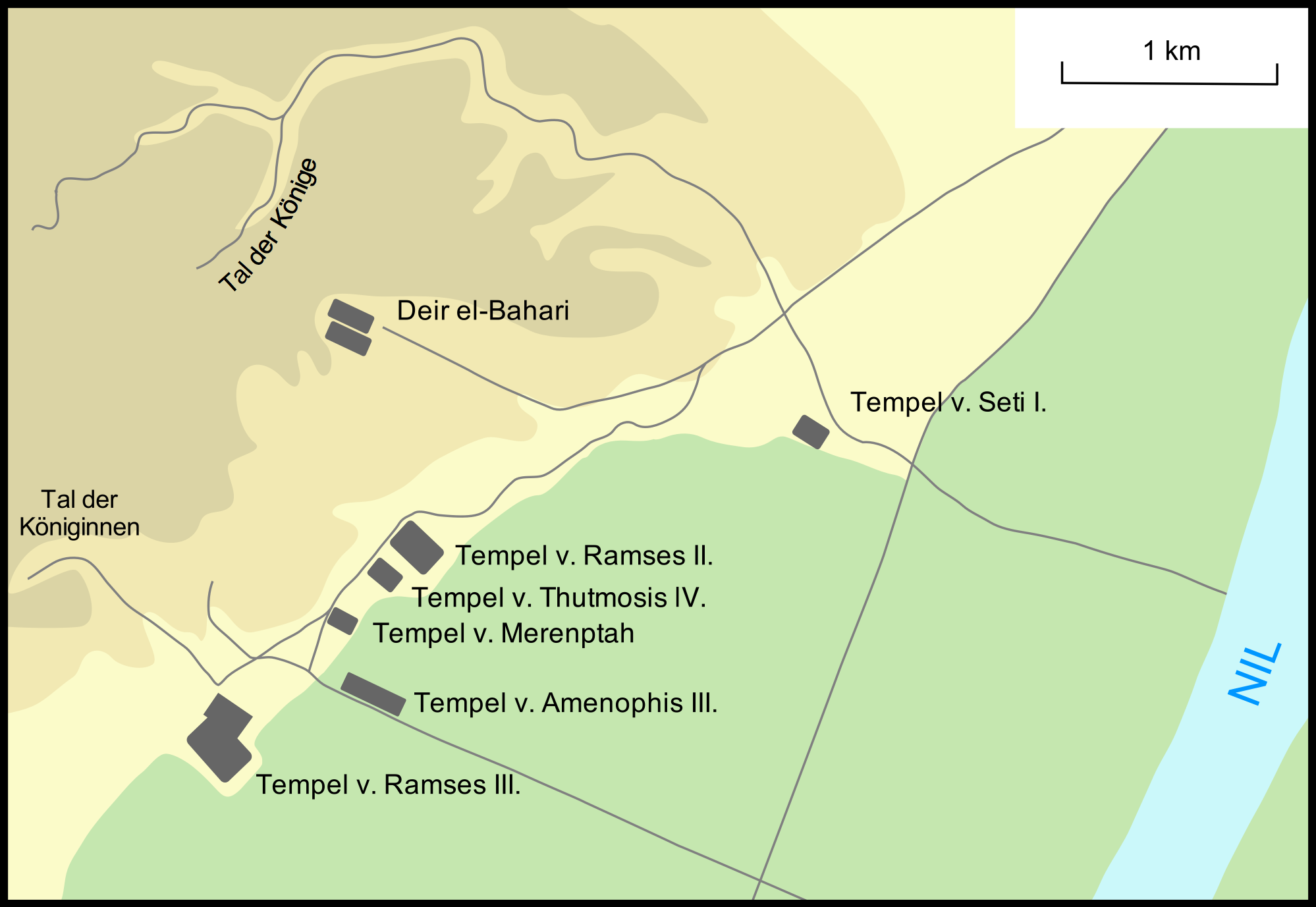
Mapa de tumbas más importantes en Tebas Oeste.

El segundo pilono daba a una galería que haría las veces de vía procesional cubierta, que debió ser semejante a la que construyó este faraón en el templo de Luxor, que está justo al otro lado del río. Al final de esta galería se abría un patio con peristilo, es decir, un pórtico de columnas que rodea los cuatro lados del patio. A la entrada de este peristilo había una estela enorme de cuarcita que detallaba algunas de las construcciones del faraón, y que recientemente ha sido colocada en su lugar; se piensa que había dos estelas una a cada lado. Tras el peristilo estaba el sagrario sobre un montículo, del cual se han conservado escasos restos.

## Templo de Ptah-Sokar-Osiris
En la parte norte de este complejo están los restos de un pequeño templo dedicado a Ptah-Sokar-Osiris que tenía una entrada propia e independiente, flanqueada por estatuas de Amenhotep de pie, fabricadas en cuarcita, aunque se sabe muy poco de la estructura de este pequeño templo.

## Estado actual del templo
El inmenso templo mortuorio de Amenhotep III es uno de los peores conservados de Tebas. La causa principal del deterioro es que se construyó sobre la parte de la orilla occidental inundable por las crecidas del Nilo. Se solía inundar todo el templo salvo una pequeña parte; la zona del sagrario tras el patio solar, que se construyó sobre un pequeño montículo. Esta construcción sobre la zona inundable se hizo a propósito, y se cree que la finalidad era simbolizar, una vez se retiraban las aguas, la aparición y recreación del mundo entre las aguas primigenias, a instancia del faraón. Lo cierto es que tales inundaciones periódicas fueron minando y socavando el templo a lo largo de los siglos. A su vez, se cree que los restos del templo se fueron utilizando como cantera para otras construcciones. Uno de los más importantes restos procedente del templo es el anverso de la Estela de Amenhotep III  conservada en Museo de El Cairo. El reverso de esta gran placa de granito procedente de la tumba de Amenhotep III, fue reutilizado por el faraón Merenptah II (1213 - 1203 a. C.) en la que labró un nuevo texto conocido como la Estela de Merenptah, también llamada Estela de la victoria o Estela de Israel porque este último pueblo de Israel se menciona por primera vez en la historia en la penúltima línea, dentro de una lista de los pueblos derrotados por Merneptah en Oriente Próximo. 
Actualmente los restos más espectaculares del templo son los Colosos de Memnón. De los pilonos no queda prácticamente nada. Sin embargo, los colosos que los flanqueaban, dos de cuarcita del segundo pilono y dos de alabastro del tercer pilono, ya se pueden contemplar en sus procesos de excavación o de restauración, como también alguno de los colosos osiríacos de la zona del peristilo. De los enormes patios interiores primero y segundo quedan sólo los restos de algunas estatuas. De la galería de entrada al patio solar quedan algunos restos. Del patio solar quedan las basas de algunas columnas, conservándose en su ubicación original una de las grandes estelas conmemorativas de cuarcita. Del templo de Pta-Sokar-Osiris quedan tenues y escasos restos.

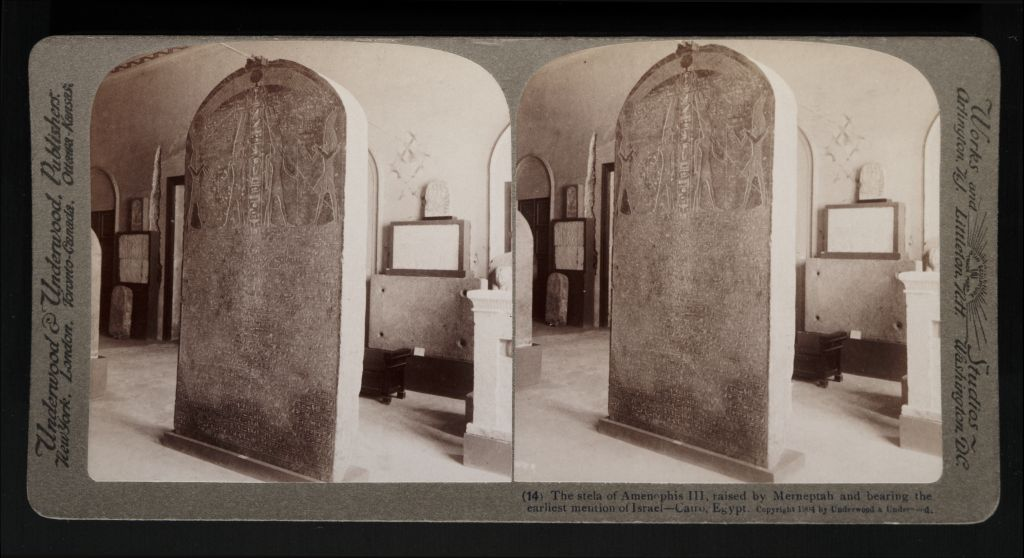
Anverso de la Estela de Amenhotep III procedente del templo funerario de Amenofis III. El reverso de esta gran placa de granito fue reutilizado por el faraón Merenptah II (1213 - 1203 a. C.) en la que labró su estela funeraria. Museo de El Cairo.